# Croatian Bol Ladies Open 1991
Il Croatian Bol Ladies Open 1991 è stato un torneo di tennis giocato sulla terra rossa. È stata la 1ª edizione del torneo, che fa parte della categoria Tier V nell'ambito del WTA Tour 1991. Si è giocato a Bol in Croazia, dal 22 al 28 aprile 1991.

## Campionesse

### Singolare
Sandra Cecchini ha battuto in finale  Magdalena Maleeva con il punteggio di 6–4, 3–6, 7–5.

### Doppio
Laura Golarsa /  Magdalena Maleeva hanno battuto in finale  Sandra Cecchini /  Laura Garrone per walkover